# Yuri Mata
Yuri Adelaida Mata Mejía (ur. 16 listopada 1991) – salwadorska zapaśniczka walcząca w stylu wolnym. Piąta w mistrzostwach panamerykańskich w 2009 i 2010. Zdobyła brązowy medal igrzysk Ameryki Środkowej i Karaibów w 2010 i złoty na igrzyskach Ameryki Środkowej w 2010 i 2013. Wicemistrzyni panamerykańska juniorów w 2009 roku.